# Diana Urrea
Diana Carolina Urrea Herrera (Armenia, Colombia, 5 de agosto de 1987) es una activista y política española de origen colombiano. 

## Biografía
Aunque nació en Colombia, de pequeña se mudó a Vizcaya junto a su familia. Estudió turismo en la Universidad de Deusto y cursó un máster en Igualdad de Mujeres y Hombres en la Universidad del País Vasco .  Es miembro del partido político Alternatiba y ha sido miembro del Parlamento Vasco por la coalición Euskal Herria Bildu.
Diana fue parte de la delegación EH Bildu invitada para visitar las elecciones presidenciales de Venezuela de 2024. Urrea declaró que Nicolás Maduro ganó las elecciones y lo felicitó por los resultados anunciados, escribiendo: «Con alegría podemos decir que Maduro ha ganado las elecciones. ¡Felicidades, Presidente!».